# Tandem Computers
Tandem Computers  fue una gama de los primeros ordenadores fabricados que se basaban en el concepto de tolerancia de fallos (inglés: Fault-tolerant computer systems); inicialmente se comercializaron como sistemas transaccionales principalmente para los clientes que manejan este tipo de sistemas en el sector financiero. La arquitectura que emplean se conoce como NonStop, que consiste en usar un número redundante de procesadores, dispositivos de almacenamiento que proveen una respuesta rápida en caso de una falla inclusive cuando falla el hardware.
Estos sistemas siguen vigentes en la actualidad, la empresa que los fabricó en un principio fue Tandem Imalaya, esta fue comprada por Compaq en 1997, en la actualidad Hewlett-Packard ofrece el producto como línea de alto rendimiento en servidores.
Tandem Computers, Inc. era el fabricante dominante de sistemas de ordenadores tolerantes de la falta para redes del ATM, bancos, bolsas, centros de conmutación del teléfono y otra transacción comercial similar que trata aplicaciones que requieren el tiempo de operación máximo y la pérdida de datos cero. La compañía se fundó en 1974 y permaneció independiente hasta 1997. Es ahora una división del servidor dentro de Hewlett Packard.
Los sistemas de NonStop de Tandem usan varios procesadores idénticos independientes y dispositivos de almacenaje redundantes y reguladores para proporcionar "failover" rápido automático en caso del fracaso del software o un hardware.
Para contener el alcance de fracasos y de datos corrompidos, estos multisistemas de ordenadores no tienen componentes centrales compartidos, memoria ni siquiera principal. Los multisistemas de ordenadores convencionales toda la memoria compartida de uso y trabajan directamente en objetos de datos compartidos. En cambio, los procesadores de NonStop cooperan cambiando mensajes a través de una tela confiable, y el software toma fotos periódicas para rollback posible del estado de memoria del programa.
Además de fracasos que se manejan bien, esto "compartió - nada" diseño del sistema de mensajería también escala sumamente bien a las cargas de trabajo comerciales más grandes. Cada doblamiento del número total de procesadores doblaría el rendimiento del sistema, hasta la configuración máxima de 4000 procesadores. En contraste, el rendimiento de sistemas del multiprocesador convencionales es limitado por la velocidad de alguna memoria compartida, autobús o interruptor. La adición de más de 4-8 procesadores así no da ningún incremento de la tasa de producción del sistema adicional. Los sistemas de NonStop más a menudo se han comprado para cumplir con requisitos de escalamiento que para la tolerancia de la falta extrema. Compiten bien contra los ordenadores centrales más grandes de la IBM, a pesar de construir de la tecnología del miniordenador más simple.
Además de tolerancia de la falta y escalamiento, las máquinas de NonStop también presentaron una realización que conduce la industria de una base de datos relacional SQL y apoyo que conduce la industria a la gestión de redes y a sistemas geográficamente dispersados.

## Historia

### Fundación
Tandem Computers fue fundada en 1974 por James (Jimmy) Treybig, un tejano locuaz. Treybig primero vio la necesidad del mercado de la tolerancia de la falta en OLTP (procesamiento de la transacción en línea) sistemas dirigiendo un equipo de mercadotecnia para el CV de Hewlett Packard 3000 división del ordenador, pero el CV no se interesó en el desarrollo para este lugar. Entonces se afilió a la firma del capital aventurado Kleiner & Perkins y desarrolló el plan de negocios de Tándem allí. Treybig reunió un equipo técnico principal contratado lejos del CV 3000 división: Mike Green, Jim Katzman y Jack Loustaunou. Su plan de negocios pidió sistemas ultraconfiables que nunca tenían interrupciones y nunca perdieron o corrompieron datos. Estos eran modulares de un nuevo modo que estaba seguro de todos los "fracasos del punto solo", aún solo sería ligeramente más caro que convencional no critican sistemas tolerantes. Estos serían menos caros y apoyarían más rendimiento que alguna existencia ad hoc endureció sistemas que usaron redundante, pero por lo general gastaban "piezas calientes".
Cada ingeniero era confidente que podrían llevar a cabo rápidamente su propia parte de este nuevo diseño complicado, pero dudaron que las áreas de los otros se pudieran calcular. Aquellas partes del hardware y diseño del software que no tuvo que ser diferente, estaban en gran parte basadas en mejoras incrementales en el hardware familiar y diseños del software del CV 3000. Muchos ingenieros subsecuentes y los programadores también vinieron del CV. Las oficinas centrales de tándem en Cupertino, California, estaban un cuarto de milla lejos del CV 3000 oficinas. La inversión del capital aventurado (VC) inicial en Ordenadores de Tándem vino de Tom Perkins, que era antes un director general del CV 3000 división.
El plan de negocios incluyó ideas detalladas para construir una cultura corporativa única que refleja los valores de Treybig.
El diseño del hardware de Tándem/16 inicial se completó en 1975 y el primer sistema transportado a Citibank en el mayo de 1976.
La compañía disfrutó del crecimiento exponencial ininterrumpido hasta 1983. La revista Inc. clasificó Tandem como la empresa pública creciente más rápida en América.

### TNS apilan máquinas
Durante más de 35 años, la línea de productos de NonStop principal de Tandem ha cultivado y ha desarrollado de un modo ascendente y compatible de T/16 inicial el sistema tolerante de la falta, con tres cambios principales hasta ahora a su arquitectura modular de alto nivel o su arquitectura del conjunto de instrucciones del nivel de la programación. Dentro de cada serie, hubo varias nuevas realizaciones principales mientras que la tecnología de la viruta progresó.
Mientras los sistemas convencionales de la era, incluso ordenadores centrales grandes, tenían el tiempo medio entre fallos (MTBF) a la orden de unos días, el sistema de NonStop se diseñó a intervalos de fracaso 100 veces más largos, con tiempos de operación medidos durante años. Sin embargo, NonStop se diseñó para ser competitivo por el precio con sistemas convencionales, con un sistema de 2 CPUs simple valorado en solo más de más que más del de un ordenador central del procesador solo competidor, a diferencia de cuatro o más veces de otras soluciones tolerantes de la falta.
El primer sistema era Tandem/16 o T/16, más tarde marcó de nuevo NonStop yo. La máquina consistió en entre dos y 16 CPUs, organizadas como un racimo del ordenador tolerante de la falta envasado en un estante solo. Cada CPU tenía su propia no memoria compartida, privada, su propio procesador de la entrada-salida, su propio autobús de la entrada-salida privado para unirse con reguladores de la entrada-salida y conexiones duales con todas las otras CPUs sobre un autobús de la placa madre de la inter-CPU de encargo llamado Dynabus. Cada regulador del disco o regulador de la red se duplicaron y tenían conexiones duales tanto con CPUs como con dispositivos. Cada disco se reflejó, con conexiones separadas con dos reguladores del disco independientes. Si un disco fallara, sus datos todavía estaban disponibles de su copia reflejada. Si una CPU o el regulador o el autobús fallaran, el disco todavía era accesible a través de CPU alternativa, regulador y/o autobús. El cada regulador de la red o el disco se relacionó con dos CPUs independientes. Los suministros de energía cada uno se alambraron a solo un lado de algún par de CPUs, reguladores o autobuses, de modo que el sistema siguiera corriendo bien sin la pérdida de conexiones si un suministro de energía fallara. El arreglo complejo cuidadoso de partes y conexiones en las configuraciones más grandes de los clientes se documentó en un diagrama de Mackie, nombrado por el dependiente principal David Mackie que inventó la nota.
Ninguna de estas partes duplicadas se gastó "piezas calientes"; todo añadió al rendimiento del sistema durante el funcionamiento normal.
Además de la recuperación bien de partes fracasadas, el T/16 también se diseñó para descubrir tantas clases de fracasos intermitentes como posible, cuanto antes. Este pronto descubrimiento se llama "fallan rápido". El punto debía encontrar y aislar datos corrompidos antes de que permanentemente se escribiera en bases de datos y otros archivos del disco. En el T/16, la detección de errores era por algún recorrido de encargo añadido que añadió poco coste para el diseño total; ningunas partes principales se duplicaron solo para conseguir la detección de errores.
La CPU T/16 era un diseño patentado. Era enormemente bajo la influencia del CV 3000 miniordenador. Ambos se microprogramaron, máquinas de 16 bites, basadas en la pila con la dirección virtual segmentada, de 16 bites. Ambos se quisieron para programarse exclusivamente en lenguas de alto nivel, sin el uso del ensamblador. Ambos al principio se pusieron en práctica vía chips TTL de baja densidad estándares, cada uno que sostiene una parte de 4 bites de ALU de 16 bites. Ambos tenían un pequeño número de cumbre de la pila, registros de datos de 16 bites más algunos registros de la dirección suplementarios para tener acceso a la pila de memoria. Ambos usaron la codificación de Huffman de compensaciones de la dirección de operand, para encajar una variedad grande de modos de la dirección y compensar tallas en el formato de la instrucción de 16 bites con la densidad del código muy buena. Ambos confiaron pesadamente en fondos de direcciones indirectas para vencer el formato de la instrucción corto. Ambos apoyó 32-más grandes y operands de 64 bites vía ciclos ALU múltiples y operaciones de la cuerda de memoria de memoria. Ambos usó la dirección "grande-endian" de mucho tiempo contra la memoria corta operands. Estos rasgos habían sido todos inspirados por Burroughs máquinas de la pila del ordenador central de B5500-B6800.
El conjunto de instrucciones T/16 cambió varios rasgos del CV 3000 diseño. El T/16 apoyó la memoria virtual paginada desde el principio. El CV 3000 series no añadió la paginación hasta la generación del PAPÁ-RISC, 10 años más tarde. Tandem añadió el apoyo a la dirección de 32 bites en su segunda máquina; el CV 3000 careció de esto hasta su generación del PAPÁ-RISC. La paginación y las direcciones largas eran críticas para apoyar software del sistema complejo y aplicaciones grandes. El T/16 trató sus registros de la cumbre de la pila de un modo nuevo; el compilador, no el microcódigo, era responsable de decidir cuando los registros llenos se derramaron a la pila de memoria y cuando los registros vacíos se rellenaron de la pila de memoria. En el CV 3000, esta decisión tomó ciclos del microcódigo suplementarios en cada instrucción. El CV 3000 apoyó el COBOL con varias instrucciones para calcular directamente según la longitud arbitraria BCD (numeración decimal codificada en binario) series de dígitos. El T/16 simplificó esto a instrucciones solas para convertirse entre cuerdas de BCD y números enteros binarios de 64 bites.
En el T/16, cada CPU consistió en dos consejos de lógica TTL y SRAMs, y corrió en aproximadamente 0.7 MIPS. En cualquier instante, podría tener acceso a solo cuatro segmentos de la memoria virtual (Datos del Sistema, Código del Sistema, Datos del Usuario, Código del Usuario), cada uno limitado con 128 kilobytes en la talla. Los espacios de direcciones de 16 bites eran demasiado pequeños ya para aplicaciones principales cuando transportó.
La primera liberación de T/16 tenía solo un lenguaje de programación solo, Tandem Application Language (TAL). Esto era un lenguaje de programación de sistemas dependiente de la máquina eficiente (para sistemas operativos, compiladores, etc.), pero también se podría usar para aplicaciones no portátiles. Se sacó del 3000 de CV System Programming Language (SPL). Ambos tenían la semántica similar a C, pero una sintaxis basada en ALGOL de Burroughs. Las liberaciones subsecuentes añadieron el apoyo a Cobol74, Fortran y PAPERAS.
La serie de NonStop de Tándem dirigió un sistema operativo de encargo que era considerablemente diferente de MPE del 3000 de HP o Unix. Al principio se llamó T/TOS (Tándem Sistema operativo Transaccional), pero Guarda pronto llamado para su capacidad de proteger todos los datos de faltas de la máquina o faltas del software. En contraste con todos otros sistemas operativos comerciales, el Guarda estaba basado en el mensaje que pasa como el camino básico para todos los procesos para relacionarse, sin la memoria compartida, sin tener en cuenta donde los procesos corrían. Este enfoque fácilmente escalado a racimos del ordenador múltiple y ayudó a aislar datos corrompidos antes de que se propague.
Todos los procesos del sistema de archivos y todos los procesos de aplicación transaccionales se estructuraron como pares del maestro/esclavo de procesos que corren en CPUs separadas. El proceso del esclavo periódicamente tomaba fotos del estado de memoria del maestro y asumió la carga de trabajo si y cuando el proceso del maestro se topó con el problema. Esto permitió que la aplicación sobreviviera fracasos en cualquier CPU o sus dispositivos asociados, sin la pérdida de datos. Adelante permitió la recuperación de algunos fracasos del software del estilo intermitente. Entre fracasos, la escucha por el proceso del esclavo añadió un poco de rendimiento arriba pero esto era mucho menos que la copia del 100% en otros diseños del sistema. Algunas aplicaciones tempranas principales directamente se cifraron en este estilo del punto de control, pero el más en cambio usaron varias capas del software Tandem que escondieron los detalles de esto de un modo semiportátil.
En 1981, todas las CPUs T/16 fueron sustituidas por NonStop II. Su diferencia principal del T/16 era el apoyo a la dirección de 32 bites ocasional vía un usuario-switchable "amplió el segmento de datos". Esto apoyó los próximos diez años del crecimiento del software y era una ventaja enorme al T/16 o CV 3000. Lamentablemente, los registros visibles permanecieron de 16 bites, y esta adición inesperada al conjunto de instrucciones requerido ejecutando muchas instrucciones por referencia de memoria comparado con los miniordenadores más de 32 bites. Todos los ordenadores TNS subsecuentes fueron obstaculizados por esta ineficiencia del conjunto de instrucciones. También, NonStop II caminos de datos internos más amplios carecidos y tan requirió pasos del microcódigo adicionales para direcciones de 32 bites. NonStop II CPU tenía tres consejos, usando chips y diseño similar al T/16. NonStop II también sustituyó la memoria principal por la memoria del DRACMA apoyada por la batería.
En 1983, NonStop CPU de TXP era la primera completamente nueva realización de la arquitectura del conjunto de instrucciones TNS. Se construyó de chips de TTL estándares y chips de la Lógica de la Serie Programados, con cuatro consejos por módulo de la CPU. Tenía el primer uso de Tandem de la memoria cache. Tenía una realización más directa de la dirección de 32 bites, pero todavía les enviaba a través de víboras de 16 bites. Una tienda del microcódigo más amplia permitió una reducción principal de los ciclos ejecutados por instrucción; la velocidad aumentó a 2.0 MIPS. Usó el mismo embalaje del estante, reguladores, placa madre y autobuses como antes. Los autobuses de la entrada-salida y Dynabus se han sobrediseñado en el T/16 por tanto trabajarían para varias generaciones de mejoras.
Hasta 14 TXP y NonStop II sistemas se podrían combinar ahora vía el ZORRO, una fibra tolerante de la falta de fondo autobús óptico para unir racimos TNS a través de un campus comercial; un racimo de racimos con un total de 224 CPUs. Este permitido adelante escala para tomar las aplicaciones del ordenador central más grandes. Como los módulos de la CPU dentro de los ordenadores, el Guarda podría juegos de la tarea enteros failover a otras máquinas en la red. Los racimos mundiales de 4000 CPUs también se podrían construir vía relaciones de la red del camino largo convencionales.
En 1986, Tandem introdujo una tercera CPU de generación, NonStop VLX. Tenía datapaths de 32 bites, microcódigo más amplio, tiempo de ciclo de 12 MHz y un precio máximo de una instrucción por microciclo. Se construyó de tres consejos de chips de la serie de la puerta ECL (con TTL pinout). Tenía Dynabus revisado con velocidad levantada a 20 mbytes/segundo por relación, total de 40 mbytes/segundo. El ZORRO II aumentó el diámetro físico de racimos TNS a 4 kilómetros.
El apoyo de la base de datos inicial de Tandem solo era para no bases datos relacionales, jerárquicas vía el sistema de archivos ENSCRIBE. Esto se amplió en una base de datos relacional llamada CERCAN. En 1986 Tandem introdujo la primera base de datos SQL tolerante de la falta, NonStop SQL. Desarrollado totalmente interior, NonStop SQL incluye varios rasgos basados en el Guarda para asegurar la validez de datos a través de nodos. SQL de NonStop es famoso de escalar en línea recta en el rendimiento con el número de nodos añadidos al sistema, mientras que la mayor parte de bases de datos tenían el rendimiento que plateaued completamente rápidamente, a menudo después solo dos CPUs. Una versión posterior soltada en 1989 añadió transacciones que se podrían extender sobre nodos, un rasgo que permaneció único durante algún tiempo. Más tarde, el grupo de la base de datos SQL se cooptó primero y luego se absorbió en el esfuerzo de desarrollo SQL de Microsoft. Un resultado de esta colaboración era la tecnología del sistema arracimada de Microsoft.
En 1987 Tandem introdujo NonStop CLX, un menos económico - sistema del miniordenador extensible. Su papel era para cultivar el final bajo del mercado tolerante de la falta, y para desplegar en los bordes remotos de redes de Tándem grandes. Su actuación inicial era aproximadamente similar al TXP; las versiones posteriores eran aproximadamente 20% más lentas que un VLX. Su pequeño gabinete se podría instalar en cualquier "ambiente de la oficina" del cuarto de la copiadora. Una CPU CLX era un consejo, conteniendo seis "silicio compilado" ASIC CMOS chips. La viruta del corazón de la CPU se duplicó y la cerradura anduvo para la detección de errores máxima. Pinout era una limitación principal de esta tecnología de la viruta. El microcódigo, el escondite y TLB eran todos externos al corazón de la CPU y compartieron un autobús solo y banco de memoria SRAM solo. Como consiguiente, CLX requirió al menos dos ciclos de la máquina por instrucción.
En 1989 Tandem introdujo el Ciclón de NonStop, un sistema rápido pero caro para el final del ordenador central del mercado. Cada CPU de autocomprobación tomó tres consejos llenos de chips de la serie de la puerta de ECL que corren del modo caliente, más consejos de memoria. A pesar de microprogramarse, la CPU era el superescalar, a menudo completando dos instrucciones por ciclo del escondite. Esto se llevó a cabo teniendo una rutina del microcódigo separada para cada par común de instrucciones. Ese par fundido de instrucciones de la pila generalmente llevaba a cabo el mismo trabajo que una instrucción sola de miniordenadores de 32 bites normales. Los procesadores del ciclón fueron envasados como secciones de cuatro CPUs cada uno y las secciones afiliadas por una fibra versión óptica de Dynabus.
Como las máquinas del final altas previas de Tandem, los gabinetes del Ciclón se diseñaron con mucho negro angular para sugerir la fuerza y el poder. Los vídeos publicitarios directamente compararon el Ciclón con el Mach del Mirlo SR-71 3 avión del espía. Se supuso que el nombre del ciclón representaba su velocidad imparable en el rugido a través de cargas de trabajo OLTP. El día del anuncio era el 17 de octubre y la prensa vino a la ciudad. Esa tarde, la región fue golpeada por la magnitud 6.9 terremoto de Loma Prieta, causando colapsos de la autopista sin peaje en Oakland y fuegos principales en San Francisco. Las oficinas de tándem se sacudieron, pero no hicieron daño mal a nadie en el sitio. Esto era el en general tiempo que Tandem nombró sus productos por un catástrofe.
Otras líneas de productos
En 1980–1983, Tandem intentó replantear su hardware entero y pila del software para poner sus métodos de NonStop sobre una fundación más fuerte que su CV heredado 3000 rasgos. El hardware del arco iris era una máquina del archivo del registro de 32 bites que pretendió ser mejor que un VAX. Para la programación confiable, el lenguaje de programación principal era "TPL", un subconjunto de Ada. Entonces, la gente apenas entendió cómo compilar a Ada al código no optimizado. No había ningún camino de migración para el software del sistema de NonStop existente cifrado en TAL. El OS y la base de datos y los compiladores del COBOL completamente se replantearon. Los clientes lo verían como una línea de productos totalmente desarticulada que requiere el todo-nuevo software de ellos. El lado del software de este proyecto ambicioso tomó mucho más largo que planeado. El hardware era obsoleto ya y superado por TXP antes de que su software estuviera listo, por tanto el proyecto del Arco iris se abandonó. Todos los esfuerzos subsecuentes enfatizaron compatibilidad ascendente y caminos de migración fáciles.
El desarrollo del marco de desarrollo de aplicaciones del cliente/servidor avanzado del Arco iris llamado "el Cristal" siguió un rato más largo y se originó como el producto de la "Elipse" de Cooperative Systems Inc.
En 1985, Tandem intentó agarrar una pieza del mercado del ordenador personal rápidamente creciente con su introducción del MS-DOS ordenador personal/estación de trabajo de la Dinamita basado. Tristemente, los numerosos compromisos del diseño (incluso una plataforma del hardware basada en 8086 única incompatible con tarjetas de expansión del día y compatibilidad sumamente limitada con ordenadores personales basados en la IBM) relegaron la Dinamita a la porción principalmente como un terminal elegante. Silenciosamente y rápidamente se retiró del mercado.
El sistema operativo de NonStop basado en el mensaje de Tandem tenía ventajas para escalamiento, fiabilidad extrema, y eficazmente utilización de recursos "de repuesto" caros. Pero muchos clientes potenciales quisieron solo la fiabilidad bastante buena en un pequeño sistema, usando un sistema operativo de Unix familiar y programas estándares por la industria. Varios competidores tolerantes de la falta de Tandem todos adoptaron un diseño céntrico por la memoria únicamente de hardware más simple donde toda la recuperación se hizo cambiando entre piezas calientes. El competidor más afortunado era Stratus Technologies, cuyas máquinas fueron vendidas de nuevo por la IBM como "el IBM System/88".
En tales sistemas, los procesadores de repuesto no contribuyen al rendimiento del sistema entre fracasos, pero simplemente redundantemente ejecutan exactamente el mismo hilo de datos que el procesador activo en el mismo instante, en "el paso de la cerradura". Las faltas se descubren viendo cuando las salidas de los procesadores reproducidos divergieron. Para descubrir fracasos, el sistema debe tener dos procesadores físicos para cada procesador lógico, activo. Para poner en práctica también la recuperación failover automática, el sistema debe tener tres o cuatro procesadores físicos para cada procesador lógico. El coste triple o cuádruple de este ahorro es práctico cuando las partes duplicadas son microprocesadores del single chip en materias primas.
Los productos de Tandem para este mercado comenzaron con la línea de Integridad en 1989, usando procesadores de MIPS y "NonStop UX" la variante de Unix. Se desarrolló en Austin TX. En 1991, la Integridad S2 usó TMR, Despido Modular Triple, donde cada CPU lógica usó tres MIPS R2000 microprocesadores para ejecutar el mismo hilo de datos, con la votación para encontrar y bloquear una parte fracasada. Sus relojes rápidos no se podían sincronizar como en pasos de la cerradura estrictos, entonces votando en cambio pasó en cada interrupción. Alguna otra versión de Integridad usada 4x "par y piezas" despido. Los pares de procesadores corrieron en el intransigente para comprobar el uno al otro. Cuando discreparon, ambos procesadores se marcaron no confió y su carga de trabajo fue asumida por un par caliente y de repuesto de procesadores cuyo estado era corriente ya. En 1995, la Integridad S4000 era la primera en usar ServerNet y movido hacia el compartimiento peripherals con la línea de NonStop.
En 1995–1997, Tandem acompañó con Microsoft para poner en práctica rasgos de disponibilidad alta y avanzó configuraciones SQL en racimos de máquinas del Windows NT en materias primas. Este proyecto se llamó "Wolfpack" y primero se transportó como Microsoft Cluster Server en 1997. Microsoft se benefició enormemente de esta sociedad; Tandem no hizo.

## TNS/R migración de NonStop a MIPS
Cuando Tandem se formó en 1974, cada empresa de informática tuvo que diseñar y construir sus CPUs del recorrido básico, usando su propio conjunto de instrucciones patentado y poseer compiladores etc. Con cada año del progreso de semiconductor con la Ley de Moore, más del recorrido principal de una CPU podría caber en single chips y correr más rápido y mucho más barato por lo tanto. Pero se hizo cada vez más caro para una empresa de informática diseñar aquellos chips de encargo avanzados o construir las plantas para fabricar los chips. Hacia 1991, solo las compañías muy más grandes podrían seguir diseñando y construir sus propias CPUs competitivas. Tandem no era bastante grande para esto, por tanto tenía que mover su línea de productos de NonStop y base de clientes en algún chipset del microprocesador avanzado diseñado y construido por otros.
El CV de los CV 3000 división MPE tenía problemas roadmap similares, pero encontró un camino inteligente adelante en 1986. Los Laboratorios de CV diseñaron un corazón del ordenador RISC que se despojó de todos los no elementos necesarios por tanto podría caber pronto en una viruta. Y era eficazmente pipelined y corrió aún más rápido que los ordenadores centrales ECL de ese tiempo. Era más rápido muchas veces que las máquinas de la pila de CMOS microprogramadas que el resto del CV diseñaba entonces.
¿Pero cómo emigrar todo el vendedor, cliente y software del tercero para aquellas líneas de productos existentes? Algún software era portátil y se podría directamente compilar de nuevo para el nuevo conjunto de instrucciones. Otro software fácilmente no se compiló de nuevo como es. Los Laboratorios de CV inventaron modos eficientes de dirigir los viejos binarios de ese software en la nueva máquina, por la emulación y por la traducción automática del código del objeto binario. Y dijeron a cada uno cómo lo hicieron. Las técnicas de la traducción del código del objeto similares fueron usadas posteriormente por Apple Computer, para mover el software Macintosh de máquinas M68000 a máquinas de PowerPC, y por Digital Equipment, mover a usuarios VMS de VAXs a máquinas Alfa.
Un defecto en el CV 3000 plan de migración, es que el CV también ambiciosamente trató de volver a escribir el sistema operativo MPE entero en una nueva lengua en ese mismo tiempo. No planearon usar las mismas técnicas de emulación en su propio código primario. Pero su volver a escribir al modo natal tomó años más largos para completar que esperado. La primera generación de los CV el hardware de RISC era obsoleto ya antes de su software MPE estaba lista para soltar. Tandem aprendió de este error.
El tándem no podía usar a PAPÁ-RISC de los CV o CPUs SPARC del Sol, por motivos comerciales. En cambio, Tandem acompañó con MIPS y adoptó su R3000 y sucesor chipsets y su compilador de optimización avanzado. Las máquinas del Guarda de NonStop subsecuentes usando el conjunto de instrucciones MIPS se conocían a programadores como máquinas de TNS/R, pero tenían una variedad de nombres de mercadotecnia.
En 1991, Tandem soltó el Cyclone/R, también conocido como CLX/R. Esto era un mediados barato del sistema de la variedad basado en componentes CLX, pero usó microprocesadores R3000 en vez del mucho más despacio consejo de la máquina de la pila de CLX. Para minimizar el tiempo al mercado, esta máquina al principio se transportó sin cualquier software del modo natal MIPS. Todo, incluso su sistema operativo NSK y base de datos SQL, se compiló al código máquina de la pila de TNS. Ese código del objeto se tradujo entonces al equivalente parcialmente optimizó secuencias de la instrucción MIPS en el grano instalan el tiempo por un instrumento llamado el Acelerador. Menos - los programas importantes también se podrían ejecutar directamente sin la pretraducción, vía un código de TNS intérprete. Estas técnicas de migración tenían mucho éxito y todavía están en el uso hoy. El software de todo el mundo se trajo sin el trabajo suplementario, y el rendimiento era bastante bueno para el mediados de máquinas de la variedad, y los programadores no podrían hacer caso de las diferencias de la instrucción, eliminando fallos al nivel del código máquina. Estas máquinas Cyclone/R se actualizaron con un modo natal más rápido NSK en una liberación complementaria.
El R3000 y los microprocesadores posteriores tenían solo una cantidad típica del control de errores interno, insuficiente para las necesidades de Tandem. Por tanto el Cyclone/R dirigió a pares de procesadores R3000 en el paso de la cerradura, dirigiendo el mismo hilo de datos. Usó una variación curiosa de pasos de la cerradura. El procesador del inspector dirigió 1 ciclo detrás del procesador primario. Esto permitió que ellos compartieran una copia sola de código externo y escondites de datos sin poner la carga de pinout excesiva sobre el sysbus y bajar el precio del reloj del sistema. Para dirigir con éxito microprocesadores en el paso de la cerradura, los chips se deben diseñar para ser totalmente deterministas. Cualquier estado interno escondido debe ser limpiado por el mecanismo del reinicio de la viruta. Por otra parte, los chips combinados saldrán a veces de la sincronización por ningunos motivos visibles y sin cualquier falta, mucho después de los chips se reanudan. Todos los diseñadores de la viruta están de acuerdo que éstos son principios buenos porque les ayuda a probar chips en el tiempo industrial. Pero pareció que todos los nuevos chips del microprocesador tenían errores de programación en esta área, y los meses requeridos del trabajo compartido entre MIPS y Tándem para eliminar o trabajar alrededor de los errores de programación sutiles finales.)
En 1993, Tandem liberó NonStop K-serie de Himalaya con el más rápido MIPS R4400, un modo natal NSK y componentes del sistema del Ciclón totalmente extensibles. Estos todavía eran relacionados por Dynabus, Dynabus +, y el autobús de la entrada-salida original, que ya se quedaban todos sin el espacio libre de rendimiento.
En 1994, el Grano de NonStop se amplió con un ambiente POSIX parecido a Unix llamado Open System Services. La cáscara del Guarda original y ABI permanecieron disponibles.
En 1997 Tandem introdujo NonStop S-serie de Himalaya con una nueva arquitectura del sistema de alto nivel basada en conexiones de ServerNet. ServerNet sustituyó Dynabus obsoleto, ZORRO y autobuses de la entrada-salida. Era mucho más rápido, más general, y se podría ampliar a más que el despido solo de doble sentido vía una tela arbitraria de conexiones del punto a punto. Tandem diseñó ServerNet para sus propias necesidades, pero entonces promovió su uso por otros; evolucionó en el estándar de la industria de InfiniBand.
Todas las máquinas de S-serie usaron procesadores MIPS, incluso el R4400, R10000, R12000 y R14000.
El diseño de más tarde, más rápido los corazones de MIPS fueron financiados principalmente por Silicon Graphics Inc. Pero el Pentium de Intel Pro alcanzó el rendimiento de diseños de RISC y también negocio de gráficos del SGI encogido. Después del R10000, no había ninguna inversión en nuevos diseños principales MIPS significativos para servidores de alta cualidad. Por tanto Tandem tenía que mover finalmente su línea de productos de NonStop aún otra vez en un poco de otra arquitectura del microprocesador con chips rápidos competitivos.
Adquisición por Compaq, migración intentada a Alpha Jimmy Treybig permaneció el presidente y el centro enérgico de la compañía que fundó hasta un descenso en 1996.
La división del servidor situada en x86 del Compaq era un adoptador exterior temprano de la tecnología del alambre de conexión de ServerNet/Infiniband de Tandem. En 1997, el Compaq adquirió la base de clientes de NonStop y la compañía de Ordenadores de Tándem para equilibrar la atención pesada del Compaq a ordenadores personales del final bajo. En 1998, el Compaq también adquirió Digital Equipment mucho más grande y heredó su DICIEMBRE Alpha servidores de RISC con OpenVMS y bases de clientes Tru64 Unix. Tandem estaba entonces a mitad del camino en virar a babor su línea de productos de NonStop de MIPS R12000 microprocesadores a los nuevos microprocesadores de Itanium Merced de Intel. Este proyecto se reanudó con Alpha como el nuevo objetivo para alinear NonStop con las otras líneas del servidor grandes del Compaq. Pero en 2001, el Compaq terminó todas las inversiones de ingeniería de Alpha a favor de los microprocesadores de Itanium no probados. La versión de Alpha de NonStop murió antes del embarque. Por tanto el proyecto de migración de NonStop se reanudó aún otra vez, apuntando a Itanium McKinley.
El personal de ventas céntrico por el ordenador personal de las compañías combinadas no entendió cómo vender sistemas complejos grandes a empresas grandes. Una venta sola toma muchos meses de ofertas y educación, más bien que una negociación sola.
Adquisición por Hewlett Packard, migración de TNS/E a Itanium
En 2001, Hewlett Packard de manera similar hizo la opción de abdicar sus líneas de productos del PAPÁ-RISC acertadas a favor de los microprocesadores Itanium de Intel que el CV ayudó a diseñar. Dentro de poco a partir de entonces, el Compaq y el CV anunciaron su plan de combinar y consolidar sus líneas de productos similares. Esta fusión discutible se hizo oficial en el mayo de 2002. Las consolidaciones eran dolorosas y destruyeron el DICIEMBRE y "CV Camino" culturas orientadas por los ingenieros, pero la compañía combinada realmente sabía cómo vender sistemas complejos a empresas y ganancia, por tanto era una mejora para la sobrevivencia división de NonStop y sus clientes.
De algunos modos, el viaje de Tandem del arranque inspirado por el CV, a un competidor inspirado por el CV, luego a una división de CV "devolvía Tandem a sus raíces originales", pero esto no era definitivamente el mismo CV.
El informe de la línea de productos de NonStop basada en NSK de procesadores MIPS a procesadores situados en Itanium finalmente se completó y se marca como "Integridad de CV Servidores de NonStop". (Esta Integridad NSK NonStop es sin relaciones con la serie original "Integrity" de Tandem para Unix.)
No era posible dirigir chips de Itanium McKinley con pasos de la cerradura del nivel del reloj. De este modo, la Integridad máquinas de NonStop en cambio usa comparaciones entre estados de la viruta en escalas de tiempo más largas, a puntos de la interrupción y a varios puntos de la sincronización del software entre interrupciones. Los puntos sincronizantes intermedios automáticamente se provocan en cada n'th instrucción de la rama tomada y también son explícitamente insertados en cuerpos del lazo largos por todos los compiladores de NonStop. El diseño de la máquina apoya tanto el despido dual como triple, con o dos o tres microprocesadores físicos por procesador de Itanium lógico. La versión triple se vende a clientes que necesitan la fiabilidad suma. Este nuevo enfoque de comprobación se llama NSAA, NonStop Arquitectura Avanzada.
Como en la migración más temprana de máquinas de la pila a microprocesadores MIPS, todo el software del cliente se llevó sin cambios de la fuente. "El modo natal" código fuente compilado directamente al código máquina MIPS simplemente se compiló de nuevo para Itanium. Unos más viejos "no" software natal todavía estaban en la forma de la máquina de la pila de TNS. Estos automáticamente se viraron a babor en Itanium vía técnicas de la traducción del código del objeto.
La integridad NonStop sigue siendo los CV responde de las necesidades de escalamiento extremas de sus clientes muy más grandes. El sistema operativo NSK, ahora llamó NonStop OS, sigue como el ambiente del software bajo para los Servidores de NonStop y se ha ampliado para incluir el apoyo a Java y la integración con herramientas de desarrollo populares como Estudio Visual y Eclipse.
El Guarda de NSK también se hizo la base para el CV Neoview OS, el sistema operativo usado en el CV sistemas de Neoview que se adaptan para el uso en el uso de Depósito de Datos de la Empresa e Inteligencia Comercial. SQL de NonStop también era el punto de partida para Neoview SQL, que se ha adaptado al uso de Inteligencia Comercial.